# 池田圭太
池田 圭太（いけだ けいた、1995年1月9日 - ）は、千葉県出身の元プロサッカー選手。ポジションは、フォワード。

## 来歴
千葉県船橋市出身で小学1年生から小学4年生まで地元のクラブ小室FCで過ごし、小学4年生からはレスチジュニアに所属。ジュニアユースはそのままヴェルディSSレスチに上がる事となった。高校時代は柏日体高等学校でプレー、高校三年時には、インターハイと選手権、共に千葉県ベスト4で惜しくも敗れる。
柏日体高等学校卒業後、プロサッカー選手になる為に単身ブラジルに渡航し、CAピラスヌンゲンセに所属した。2013年にイトゥアーノFCとプロ契約を結ぶが、実際にはU-20のチームでプレーすることになり、2014年、出場機会を求めてジャバクアラACに期限付き移籍。2015年、プロでの試合を求めてノヴォペラリオFCやパラナ・サッカー・テクニカル・センターに練習参加、イトゥアーノFCに戻りU-20で一年間プレーをする   。
日本に2015年11月に帰国後、ガイナーレ鳥取(J3)、ブラウブリッツ秋田(J3)、に練習参加をする、2016年3月横浜猛蹴フットボールクラブ(関東1部)に入団。約一年間社会人リーグでのプレーを経て、2017年2月、オーストラリアに渡航。サーファーズ・パラダイス・アポロSCと契約。シーズン途中、優勝を争っていたライバルチームBroad beach United に移籍し、Grand final 優勝。その後、マルタ共和国に渡り、Melliha sports club と契約。

## 所属クラブ
ユース経歴
- 2002年 - 2006年 小室FC
- 2006年 - 2008年 レスチジュニア
- 2008年 - 2010年 ヴェルディSSレスチ
- 2010年 - 2012年 柏日体高等学校

プロ・アマ経歴
- 2012年 - 2013年  CAピラスヌンゲンセ（ポルトガル語版）
- 2013年 - 2015年  イトゥアーノFC
  - 2014年  ジャバクアラAC（ポルトガル語版） (期限付き移籍)
- 2016年  横浜猛蹴フットボールクラブ
- 2017年    サーファーズ・パラダイス・アポロSC（英語版）
- 2017年    Broad beach United SC（英語版）
- 2018年 -  Mellieha S.C.（英語版）

## 個人成績
| 国内大会個人成績 | 国内大会個人成績                 | 国内大会個人成績 | 国内大会個人成績           | 国内大会個人成績                                 | 国内大会個人成績 | 国内大会個人成績 | 国内大会個人成績 | 国内大会個人成績 | 国内大会個人成績 | 国内大会個人成績 | 国内大会個人成績 |
| 年度             | クラブ                           | 背番号           | リーグ                     | リーグ戦                                         | リーグ戦         | リーグ杯         | リーグ杯         | オープン杯       | オープン杯       | 期間通算         | 期間通算         |
| 年度             | クラブ                           | 背番号           | リーグ                     | 出場                                             | 得点             | 出場             | 得点             | 出場             | 得点             | 出場             | 得点             |
| ブラジル         | ブラジル                         | ブラジル         | ブラジル                   | リーグ戦                                         | リーグ戦         | ブラジル杯       | ブラジル杯       | オープン杯       | オープン杯       | 期間通算         | 期間通算         |
| ---------------- | -------------------------------- | ---------------- | -------------------------- | ------------------------------------------------ | ---------------- | ---------------- | ---------------- | ---------------- | ---------------- | ---------------- | ---------------- |
| 2012             | ピラスヌンゲンセ                 |                  | SP州選手権                 |                                                  |                  |                  |                  |                  |                  |                  |                  |
| 2013             | ピラスヌンゲンセ                 |                  | SP州選手権                 |                                                  |                  |                  |                  |                  |                  |                  |                  |
| イトゥアーノ     |                                  |                  | SP州選手権                 |                                                  |                  |                  |                  |                  |                  |                  |                  |
| 2014             |                                  |                  | SP州選手権                 |                                                  |                  |                  |                  |                  |                  |                  |                  |
| ジャバクアラ     |                                  |                  | SP州選手権                 |                                                  |                  |                  |                  |                  |                  |                  |                  |
| 2015             | イトゥアーノ                     |                  | SP州選手権                 |                                                  |                  |                  |                  |                  |                  |                  |                  |
| 日本             | 日本                             | 日本             | 日本                       | リーグ戦                                         | リーグ戦         | リーグ杯         | リーグ杯         | 天皇杯           | 天皇杯           | 期間通算         | 期間通算         |
| 2016             | 横浜猛蹴                         | 39               | 関東1部                    |                                                  |                  | -                | -                | -                | -                |                  |                  |
| オーストラリア   | オーストラリア                   | オーストラリア   | オーストラリア             | リーグ戦                                         | リーグ戦         | リーグ杯         | リーグ杯         | FFA杯            | FFA杯            | 期間通算         | 期間通算         |
| 2017             | サーファーズ・パラダイス・アポロ |                  | ゴールドコースト・プレミア |                                                  |                  |                  |                  |                  |                  |                  |                  |
| 通算             | ブラジル                         | ブラジル         | SP州選手権                 | \|\|\|\|\|\|\|\|\|\|\|\|\|\|                     |                  |                  |                  |                  |                  |                  |                  |
| 通算             | 日本                             | 日本             | 関東1部                    | \|\|\|\|colspan="2"\|-\|\|colspan="2"\|-\|\|\|\| |                  |                  |                  |                  |                  |                  |                  |
| 通算             | オーストラリア                   | オーストラリア   | ゴールドコースト・プレミア | \|\|\|\|\|\|\|\|\|\|\|\|\|\|                     |                  |                  |                  |                  |                  |                  |                  |
| 総通算           | 総通算                           | 総通算           | 総通算                     | \|\|\|\|\|\|\|\|\|\|\|\|\|\|                     |                  |                  |                  |                  |                  |                  |                  |